# Karl Heinrich Barth
Karl Heinrich Barth (Pillau, 12 juli 1847 - Berlijn, 23 december 1922) was een Duitse pianist en pianopedagoog.
Barth was een leerling van Hans von Bülow en was zelf docent piano aan het Stern Conservatorium van 1868 tot 1871. In 1871 werd hij benoemd tot hoogleraar aan de Berlin Hochschule für Musik waar hij les gaf tot zijn pensionering in 1921. Onder zijn studenten bevonden zich Arthur Rubinstein en Wilhelm Kempff. Hij schreef een bewerking van de pianowerken van Domenico Scarlatti die in 1901 werd uitgegeven.